# Línea 487 (Interurbanos Madrid)
La línea 487 de la red de autobuses interurbanos de Madrid une el intercambiador de Aluche con San Nicasio (Leganés).

## Características
Esta línea comunica Madrid con el barrio de San Nicasio, en Leganés, en un trayecto de 20 minutos de duración.
Está operada por la empresa Martín mediante la concesión administrativa VCM-404 - Madrid – Leganés – Fuenlabrada (Viajeros Comunidad de Madrid) del Consorcio Regional de Transportes de Madrid.

### Frecuencias
| Lunes a viernes laborables (Vigente de 1 de septiembre a 15 de julio) |
| A 6:00 - 6:30 - 7:00                                                  |
| De 7:35 a 21:55 cada 10-20 minutos                                    |
| A 22:30 - 23:00 - 23:30 - 23:55                                       |
| Lunes a viernes laborables (Vigente de 16 de julio a 31 de agosto)    |
| A 6:00 - 6:40 - 7:20 - 8:00 - 8:35                                    |
| De 9:01 a 21:35 cada 26 minutos                                       |
| A 22:00 - 22:30 - 23:00 - 23:55                                       |
| Sábados laborables (Vigente de 1 de septiembre a 31 de julio)         |
| De 6:10 a 22:00 cada 22-30 minutos                                    |
| A 23:00 - 24:00                                                       |
| Sábados laborables (Vigente agosto)                                   |
| De 6:00 a 24:00 cada 35-40 minutos                                    |
| Domingos y festivos (Vigente de 1 de septiembre a 30 de junio)        |
| De 7:30 a 18:00 cada 35 minutos                                       |
| De 18:18 a 23:15 cada 17-35 minutos                                   |
| A 24:00                                                               |
| Domingos y festivos (Vigente julio)                                   |
| De 7:30 a 23:30 cada 32 minutos                                       |
| A 23:55                                                               |
| Domingos y festivos (Vigente agosto)                                  |
| De 7:30 a 22:36 cada 34-44 minutos                                    |
| A 23:05 - 23:30 - 23:55                                               |

| Lunes a viernes laborables (Vigente de 1 de septiembre a 15 de julio) |
| A 5:30 - 6:00 - 6:30 - 7:05                                           |
| De 7:30 a 21:00 cada 10-20 minutos                                    |
| A 21:30 - 22:00 - 22:30 - 23:00 - 23:30                               |
| Lunes a viernes laborables (Vigente de 16 de julio a 31 de agosto)    |
| De 5:30 a 7:30 cada 40 minutos                                        |
| De 7:56 a 20:30 cada 26 minutos                                       |
| A 21:00 - 21:30 - 22:00 - 22:30 - 23:30                               |
| Sábados laborables (Vigente de 1 de septiembre a 31 de julio)         |
| De 5:30 a 21:30 cada 22-30 minutos                                    |
| A 22:30 - 23:30                                                       |
| Sábados laborables (Vigente agosto)                                   |
| De 5:30 a 21:13 cada 34-37 minutos                                    |
| A 21:40 - 22:20 - 23:00 - 23:40                                       |
| Domingos y festivos (Vigente de 1 de septiembre a 30 de junio)        |
| De 7:00 a 17:30 cada 35 minutos                                       |
| De 17:48 a 22:45 cada 17-35 minutos                                   |
| A 23:30                                                               |
| Domingos y festivos (Vigente julio)                                   |
| De 7:30 a 23:00 cada 32 minutos                                       |
| A 23:30                                                               |
| Domingos y festivos (Vigente agosto)                                  |
| De 7:00 a 22:36 cada 33-43 minutos                                    |
| A 23:05 - 23:30                                                       |

## Recorrido y paradas

### Sentido Leganés
| Código | Parada                                     | Común con                                     | Conexiones con Metro y Cercanías | Municipio | Zona |
| ------ | ------------------------------------------ | --------------------------------------------- | -------------------------------- | --------- | ---- |
| 08380  | Intercambiador de Aluche                   | 482 483 485 491 492 493 561 561A 561B 563 591 | Aluche                           | Madrid    |      |
| 578    | Rafael Finat-Avenida de las Águilas        | 17 138 483                                    |                                  | Madrid    |      |
| 580    | Rafael Finat-Valle Inclán                  | 17 138 483                                    |                                  | Madrid    |      |
| 362    | Millán Astray                              | 34 155 483                                    |                                  | Madrid    |      |
| 360    | Colonia Aviación                           | 34 155 483                                    |                                  | Madrid    |      |
| 627    | La Fortuna-Joaquín Turina                  | 155 483 486                                   |                                  | Madrid    |      |
| 07586  | Ctra. Barrio de La Fortuna - Xilófono      | 483 486                                       |                                  | Madrid    |      |
| 07589  | Ctra. Barrio de La Fortuna - Instituto     | 483 486                                       |                                  | Madrid    |      |
| 08029  | Fátima - San Bernardo                      | 483 486 1                                     |                                  | Leganés   |      |
| 15143  | Fátima - Av. Libertad                      | 483 486 1                                     |                                  | Leganés   |      |
| 15144  | San Juan - Polideportivo                   | 483 486 1                                     |                                  | Leganés   |      |
| 16607  | Coimbra - Jesús                            | 483 486 1                                     |                                  | Leganés   |      |
| 15145  | Pza. San Antonio de la Florida - San Amado | 483 486 1                                     |                                  | Leganés   |      |
| 15146  | Carmen - Pza. Carmen                       | 486 1                                         |                                  | Leganés   |      |
| 16602  | San Pedro - Oporto                         | 483 486 1                                     | La Fortuna                       | Leganés   |      |
| 15147  | San Luis - Jardines García Lorca           | 483 486 1                                     |                                  | Leganés   |      |
| 17803  | Av América Latina - Anita Martínez         | 483 486 1                                     |                                  | Leganés   |      |
| 17805  | Anita Martínez - Budapest                  | 486                                           |                                  | Leganés   |      |
| 17807  | Anita Martínez - Atenas                    | 486                                           |                                  | Leganés   |      |
| 18301  | Av. Juan XXIII - República Dominicana      | 486                                           |                                  | Leganés   |      |
| 18303  | Av. Juan XXIII - Bolivia                   | 486                                           |                                  | Leganés   |      |
| 19410  | Av. Pueblo Saharaui - Conchalí             |                                               |                                  | Leganés   |      |
| 18307  | Encina - Palmera                           |                                               |                                  | Leganés   |      |
| 12572  | Palmera - Violeta Parra                    | 486                                           |                                  | Leganés   |      |
| 18305  | Encina - San Nicasio                       |                                               | San Nicasio                      | Leganés   |      |

### Sentido Madrid
| Código | Parada                                     | Común con                                     | Conexiones con Metro y Cercanías | Municipio | Zona |
| ------ | ------------------------------------------ | --------------------------------------------- | -------------------------------- | --------- | ---- |
| 18305  | Encina - San Nicasio                       |                                               | San Nicasio                      | Leganés   |      |
| 18306  | Encina - Palmera                           |                                               |                                  | Leganés   |      |
| 19411  | Av. Pueblo Saharaui - Conchalí             |                                               |                                  | Leganés   |      |
| 18304  | Av. Juan XXIII - Canadá                    | 486                                           |                                  | Leganés   |      |
| 18302  | Av. Juan XXIII - Haití                     | 486                                           |                                  | Leganés   |      |
| 17808  | Anita Martínez - Praga                     | 486                                           |                                  | Leganés   |      |
| 17806  | Anita Martínez - Ámsterdam                 | 486                                           |                                  | Leganés   |      |
| 17804  | Av América Latina - Brasil                 | 483 486 1                                     |                                  | Leganés   |      |
| 08032  | Av. Libertad - San Luis                    | 486 1                                         |                                  | Leganés   |      |
| 08033  | San José - Est. La Fortuna                 | 486 1                                         | La Fortuna                       | Leganés   |      |
| 16610  | Santo Domingo - San José                   | 483 486 1                                     |                                  | Leganés   |      |
| 08035  | San Bernardo - Santa Catalina              | 483 486                                       |                                  | Leganés   |      |
| 07588  | Ctra. Barrio de La Fortuna - Asilo         | 483 486                                       |                                  | Madrid    |      |
| 07587  | Ctra. Barrio de La Fortuna - Av. La Peseta | 483 486                                       |                                  | Madrid    |      |
| 4265   | La Fortuna - Joaquín Turina                | 155 483 486                                   |                                  | Madrid    |      |
| 359    | Colonia Aviación                           | 34 155 483                                    |                                  | Madrid    |      |
| 361    | Millán Astray                              | 34 155 483                                    |                                  | Madrid    |      |
| 581    | Rafael Finat-Valle Inclán                  | 17 138 483                                    |                                  | Madrid    |      |
| 579    | Rafael Finat-Avenida de las Águilas        | 17 138 483                                    |                                  | Madrid    |      |
| 08380  | Intercambiador de Aluche                   | 482 483 485 491 492 493 561 561A 561B 563 591 | Aluche                           | Madrid    |      |